# John C. Reynolds
Pour les articles homonymes, voir John Reynolds et Reynolds.
John Charles Reynolds (1er juin 1935 – 28 avril 2013) est un informaticien américain. Il est réputé pour ses contributions à la théorie de la programmation.

## Carrière
John Reynolds étudie à l'université Purdue (1953-56) où il obtient un B. Sc. et à l'université Harvard (1956-61). Il obtient en 1961 un Ph. D. en physique théorique avec une thèse intitulée « Surface Properties of Nuclear Matter ». Il travaille ensuite au Laboratoire national d'Argonne (1961-1970). Il s'intéresse à la programmation et à ses fondements logiques. Il est professeur en sciences de l'information à l'université de Syracuse de 1970 à 1986. À partir de cette date, il est professeur en informatique à l'université Carnegie-Mellon jusqu'à sa retraite en 2012, puis professeur émérite. Il a également été professeur invité à l'université d'Aarhus, à l'université d'Édimbourg, à  l'Imperial College London, à Microsoft Research à Cambridge) et à la Queen Mary University of London. Il a fait plusieurs séjours en France, notamment comme chercheur invité à l'Inria en 1983-1984. Il était Invited Speaker au congrès IFIP ’83 à Paris en septembre 1983.

## Travaux de recherche
Le principal sujet de recherche de John Reynolds est le domaine des langages de programmation et des langages de spécification associés, notamment ce qui concerne leur sémantique formelle. Il a inventé le système F ou lambda-calcul polymorphe qui est une extension du lambda-calcul simplement typé introduite indépendamment par le logicien Jean-Yves Girard. Il a formulé la propriété de la paramétricité (en) sémantique. Il a écrit un article fondamental sur la définition des interprètes, qui a précisé les premiers travaux sur les continuations et a introduit la technique de défonctionalisation (en). Il a appliqué la théorie des catégories à la sémantique des langages de programmation. Il a défini les langages de programmation Gedanken et Forsythe, et est connu pour son emploi des types d'intersection en sous-typage. Il a travaillé sur la logique de séparation qui permet de décrire et d'analyser des structures de données mutables partagées.
John Reynolds a été éditeur des Communications of the ACM et du Journal of the ACM.

## Distinctions
- 2001 : Fellow de l'ACM.
- 2003 : ACM SIGPLAN Langage de Programmation Achievement Award.
- 2007 : docteur honoris causa de l'université de Londres (Queen Mary and Westfield College).
- 2007 : membre de l'Academia Europaea.
- 2010 : médaille Lovelace de la British Computer Society.

## Sélection de publications
Livres
- The craft of programming, Prentice Hall, 1981, 434 p. (ISBN 0-13-188862-5, lire en ligne).
- (en) Theories of programming languages, Cambridge, Cambridge University Press, 1998, 500 p. (ISBN 0-521-59414-6).

Articles
- « Transformational Systems and the Algebraic Structure of Atomic Formulas », Machine Intelligence, Edinburgh University Press, vol. 5,‎ 1970, p. 135–151 (lire en ligne).
- « Towards a theory of type structure », Colloque sur la Programmation, Paris, Springer Science + Business Media,‎ 1974, p. 408-425 (ISSN 0302-9743, DOI 10.1007/3-540-06859-7_148, lire en ligne).
- « Types, Abstraction and Parametric Polymorphism », Information Processing '83,‎ 1983, p. 513–523 (lire en ligne).